# Pelasgiotide

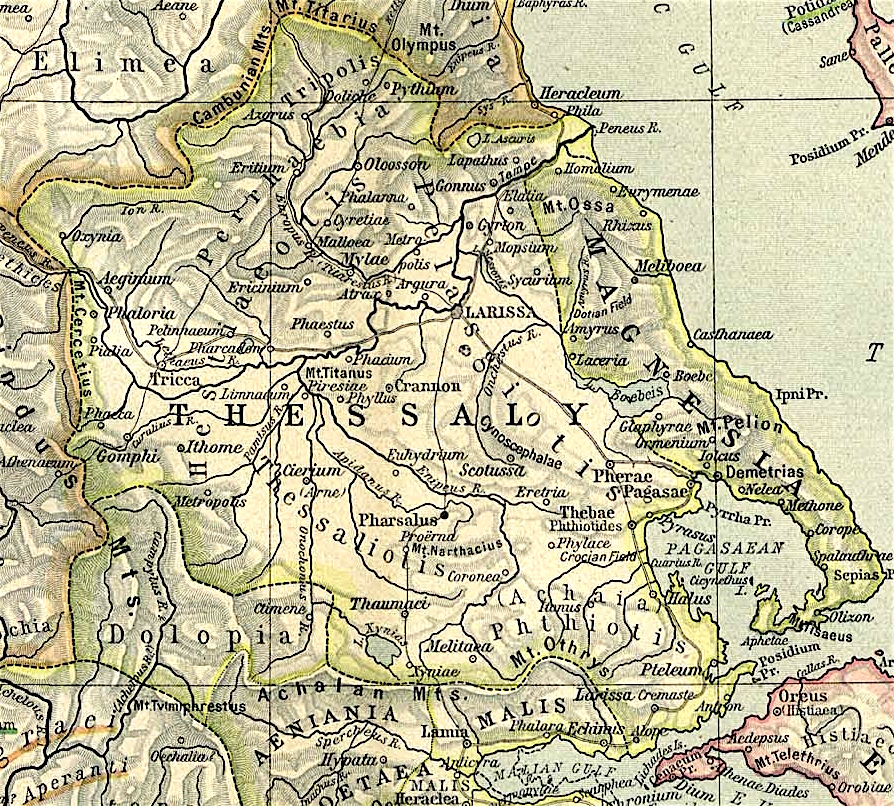
La Pelasgiotide al centro della Tessaglia.

La Pelasgiotide (in greco antico: Πελασγιῶτις?, Pelasghiôtis) era una zona allungata dell'antica Tessaglia che andava dalla valle di Tempe alla città meridionale di Fere. Comprendeva le seguenti località: Argo Pelasgica, Argissa, Atra, Crannone, Cinocefale, Elateia, Gyrton, Mopsio, Larissa, Kondaia, Onchesto, Faitto, Fere, Scotussa e Sicurio.
 
Ftioti, Tessalioti, Estioti e Pelasgioti costituivano la tetrarchia tessala, governata da un Tago, in caso di necessità.
Il territorio è menzionato da Strabone ma non da Erodoto, che sembra averlo inserito nel distretto dei Tessalioti. In epigrafia, i Pelasgioti sono menzionati assieme ad ambasciatori Tessalioti ad Atene intorno al 353 a.C. Un frammento di una stele di marmo a Larissa in Tessaglia dice che su richiesta del console Quinto Cecilio Metello, figlio di Quinto, "amico e benefattore del nostro paese (ethnei Hémon) in cambio dei servizi resi da lui, dalla sua famiglia e dal SPQR, la lega tessala decretò di inviare 43 000 sacchi di grano a Roma, raccolti tra i diversi componenti della lega. I Pelasgidi e gli Ftioti ne fornirono 32 000 mentre gli Estioti e Tessalioti fornirono i restanti 11 000, con il 25% che andava all'esercito, tutto in mesi diversi".
Il toponimo regionale ed etnico ricorda i Pelasgi, elemento del passato della Tessaglia. Come in altre parti della Tessaglia, sono attestate iscrizioni in dialetto eolico, e dopo il II secolo a.C., anche in koinè.
Durante i giochi tessali a Larissa, in onore di Zeus Eleuterio, del I secolo a.C., alcuni atleti vincitori erano indicati come Tessalioti di Larissa Pelasgide, in greco antico: Θεσσαλὸς ἀπὸ Λαρίσης τῆς Πελασγίδος?. La lapide funebre del III secolo a.C. di Erilao di Calcedonia menziona anche Λάρισα τᾶι Πελασγίδι, Larisa tai Pelasgidi.